# تيم ليس
تيم ليس (بالإنجليزية: Tim Lees)‏ (24 يناير 1986 في المملكة المتحدة - ) هو لاعب كرة قدم بريطاني في مركز الوسط. لعب مع ليك تاون ‏ ونادي ستاليبريدج سيلتيك وAtherton Collieries A.F.C. ‏ ووينجيت آند فينشلي.

## وصلات خارجية
- تيم ليس على موقع قاعدة بيانات كرة القدم.إي يو (الإنجليزية)